# Union populaire italienne
L'Union Populaire italienne (UPI) est une organisation de masse du parti communiste italien en exil en France créée en 1937 lors du Congrès de Lyon et dissoute en 1940 à la suite du pacte germano-soviétique. Elle remplace les Comités de fronts uniques italiens créés dans les années 1930.
L'association se caractérise par une allégeance marquée à l'égard de la France, comme en témoigne son patronage, par le radical Edouard Herriot.
L'union tire son propre journal, La Voce degli Italiani, distincts des autres journaux italiens de cette époque dans la mesure où il mêle informations politiques - de sensibilité communiste, l'union est financée par le parti communiste et l'internationale - et des informations relatives à la vie communautaires italienne.